# Sonntag (canção)
"Sonntag" ("Domingo")  foi a melodia escolhida para representar a Áustria no Festival Eurovisão da Canção (1982) , interpretada em alemão pela banda-duo Mess. A referida canção tinha letra de Rudolf Leve, música de Michael Mell e foi orquestrada por Richard Österreicher. 
A canção austríaca foi a décima a ser interpretada na noite do festival, a seguir a canção sueca e antes da canção belga "Si tu aimes ma musique" interpretada por Stella. No final da votação, a canção austríaca terminou em nono lugar (entre 18 países concorrentes) e recebeu 57 pontos. 
A canção é um elogio ao descanso num dia de domingo que é descrito com uma das melhores coisas a fazer. 